# الیاف پورکینیه
الیاف پورکینیه چکی: [ˈpurkɪɲɛ] () (به انگلیسی: Purkinje fibers) در دیواره درونی بطن قلب در زیر اندوکارد در یک فضایی به نام زیراندوکاردییا پایین اندوکاردی واقع شده‌است. الیاف پورکینیه الیاف تخصصی شده و بزرگتر از الیاف ماهیچه‌ای قلب با کمی میوفیبریل و تعداد زیادی میتوکندری هستند که کارآمد تر و سریع‌تر از سایر سلول‌ها در قلب که قادر به هدایت پتانسیل‌های عمل قلب می‌باشند. این الیاف اجازه می‌دهد که سیستم هدایت قلب انقباضات هماهنگ در بطن ایجاد کند و از این رو برای حفظ ریتمیک منظم قلب ضروری هستند.

## عملکرد
الیاف پورکینیه نقش مهمی در تنظیم ضربان قلب ندارند اما تحت تأثیر تخلیه الکتریکی از گره سینوسی دهلیزی هستند.
در طول انقباض بطن‌ها، الیاف پورکینیه موج انقباض را از هر دو شاخه‌های بسته‌ای چپ و راست به سلولهای ماهیچه‌ای بطن‌ها منتقل می‌کند که باعث انقباض همزمان این سلول‌ها و راندن خون از بطن‌ها می‌شود.
الیاف پورکینیه نیز توانایی ایجاد موج انقباض ۱۵ تا ۴۰ ضربه در دقیقه را داراست. الیاف پورکینیه نقش حیاتی در سیستم گردش خون ایفا می‌کنند. این الیاف وارد عضله پاپیلاری می‌شوند و در باز و بسته شدن دریچه‌های قلبی مؤثر اند.